# Mucină

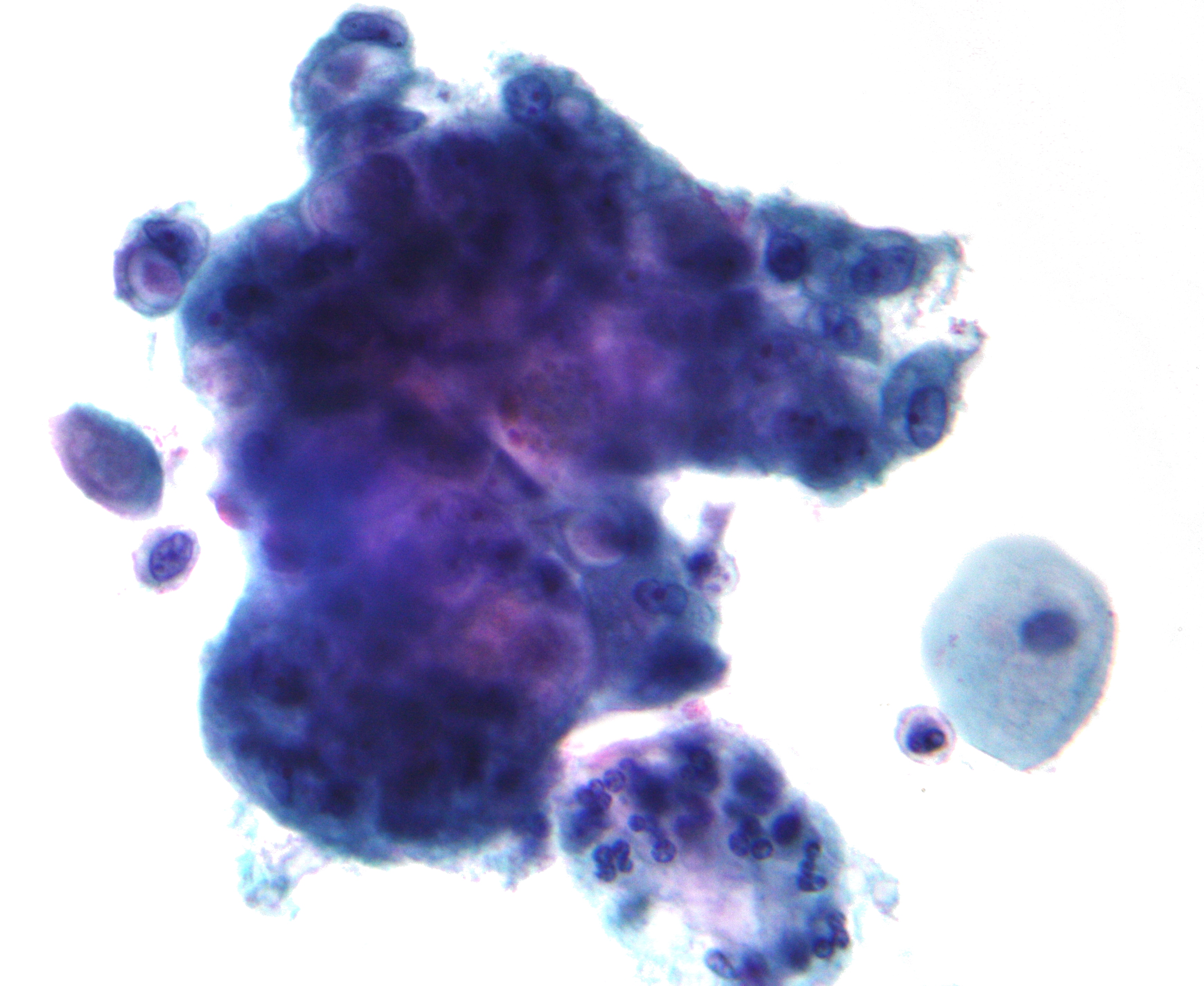
Micrografie care prezintă celule cu vacuole intracitoplasmatice proeminente care conțin mucină. Colorație Papanicolau.

Mucinele sunt o familie de proteine cu greutate moleculară mare, puternic glicozilate (glicoconjugate), produse de țesuturile epiteliale la majoritatea animalelor. Caracteristica principală a mucinelor este capacitatea lor de a forma geluri; prin urmare, ele sunt o componentă cheie în majoritatea secrețiilor gelatinoase, îndeplinind funcții de la lubrifiere, la semnalizarea celulară, și chiar de formarea de bariere chimice. Acestea au adesea un rol inhibitor. Unele mucine sunt asociate cu controlul mineralizării, inclusiv formarea sidefului la moluște, calcificarea la echinoderme și formarea oaselor la vertebrate. Ele se leagă de agenții patogeni ca parte a sistemului imunitar. Supraexprimarea proteinelor din clasa mucinelor, în special MUC1, este asociată cu multe tipuri de cancer.
Deși unele mucine sunt legate de membrană datorită prezenței unui domeniu hidrofob de membrană care favorizează retenția în membrana plasmatică, majoritatea mucinelor sunt secretate ca componente principale ale mucusului de către membranele mucoase sau sunt secretate pentru a deveni o componentă a salivei.